# أوغستين بيزيمونغو
أوغستين بيزيمونغو (بالفرنسية: Augustin Bizimungu)‏ (ولد في 28 أغسطس1952) هو جنرال سابق في القوات المسلحة الرواندية (FAR).وفي عام 1994، شغل لفترة وجيزة كرئيسا لهيئة أركان الجيش.وخلال وجوده بالمنصب درب الميليشيات التي نفذت «الإبادة الجماعية في رواندا».

## المحكمة الدولية
أنشأ المجتمع الدولي المحكمة الجنائية الدولية لرواندا (ICTR) وجعل مقرها أروشا في تنزانيا.وقد أصدرت المحكمة مذكرة توقيف ضد أوغستين بيزيمونغو في 12 أبريل 2002، وألقي القبض عليه في أنغولا في أغسطس 2002 و نقل إلى المحكمة في أروشا.

## روابط خارجية
- Trial Watch: Augustin Bizimungu[وصلة مكسورة]